# Iniciativa de la Cuenca del Caribe
La Iniciativa de la Cuenca del Caribe (ICC) es un programa económico que surgió a raíz de la ley de Estados Unidos para la Recuperación Económica de la Cuenca del Caribe de 1983; contiene medidas arancelarias y de comercio, con el fin de dar un impulso a la economía regional mediante llevar a cero los aranceles a los productos de los países beneficiados. La iniciativa se encuentra en vigencia desde el 1 de enero de 1984 y es revalidado periódicamente a voluntad del país que la otorga.
Los productos afectados por la ICC (provenientes de Centroamérica y las Islas del Caribe), gozan de entrada libre de impuestos a Estados Unidos. Una vez que el producto ha ingresado, el mismo se ve sometido a todos los impuestos federales internos.